# Correbidia cimicoides
Correbidia cimicoides là một loài bướm đêm thuộc phân họ Arctiinae, họ Erebidae.